# Dianópolis Airport
Dianópolis Airport är en flygplats i Brasilien.   Den ligger i kommunen Dianópolis och delstaten Tocantins, i den centrala delen av landet, 500 km norr om huvudstaden Brasília. Dianópolis Airport ligger 723 meter över havet.
Terrängen runt Dianópolis Airport är platt åt nordost, men åt sydväst är den kuperad. Dianópolis Airport ligger uppe på en höjd. Runt Dianópolis Airport är det mycket glesbefolkat, med 5 invånare per kvadratkilometer..
Omgivningarna runt Dianópolis Airport är huvudsakligen savann.